# سيريل فيريد
 سيريل فيريد ولد في15 مارس 1985 في ألب البروفنس العليا ، وهو مقدم برامج إذاعية وتلفزيونية ، 
En septembre 2009, il rejoint parallèlement l'équipe de l'émission sur les médias Morandini ! sur Direct 8 en tant que chroniqueur quotidien aux côtés Jean-Marc Morandini et Cécile de Ménibus.

## روابط خارجية
- سيريل فيريد على موقع IMDb (الإنجليزية)
- سيريل فيريد على موقع ميوزك برينز (الإنجليزية)